# Giulio Onesti
Giulio Onesti (* 4. Januar 1912 in Turin; † 11. Dezember 1981 in Rom) war ein italienischer Rechtsanwalt und Sportfunktionär.

## Leben
Onesti war erfolgreich im Rudern und im Degenfechten. Nach seinem Jurastudium wurde er Anwalt. Als Kriegsfreiwilliger kämpfte er als Leutnant im Zweiten Weltkrieg an der jugoslawischen Front. Hier wurde er durch einen Schulterschuss verletzt, wechselte 1943 die Seiten und schloss sich der Resistenza an. Seine Sportkarriere war aufgrund der Kriegsverletzung beendet.
Nach der Befreiung Roms 1944 wurde er als Kommissar eingesetzt, um das Italienische Olympische Komitee (CONI) abzuwickeln. Als Mitglied der Sozialistischen Partei war er jedoch bald überzeugt, dass sich der Sport von innen heraus demokratisieren ließe, und wurde 1945 zunächst zum kommissarischen Präsidenten, 1946 zum Präsidenten des CONI ernannt, was er bei 9 Wiederwahlen bis 1978 blieb. Ähnlich wie in Deutschland hatte der Sozialist Onesti geglaubt, das CONI nach sozialistischen Prinzipien umgestalten zu können, und daher eine Wiedergründung eines Arbeitersportverbandes für unnötig gehalten. Als diese Demokratisierung nicht gelang, gründeten die Sozialisten und Kommunisten Italiens 1948 die  Unione Italiana Sport Popolare (UISP) als separaten Arbeitersportverband. Ihm wurde daher vorgeworfen, sich immer weiter von den sozialistischen Prinzipien entfernt zu haben.
1948 schloss Onesti mit der italienischen Regierung einen Vertrag, nach dem die Totoeinnahmen zu gleichen Teilen zwischen dem CONI und der Regierung geteilt würden. Durch sein Wirken konnte Italien – im Gegensatz zu Deutschland – bereits an den Olympischen Spielen 1948 teilnehmen und hat seitdem bei keinen Olympischen Spielen gefehlt. Durch die gute Finanzausstattung gelang es Onesti, die Olympischen Winterspiele 1956 nach Cortina d’Ampezzo und die Olympischen Sommerspiele 1960 nach Rom zu holen. 1964 wurde er zum Mitglied des Internationalen Olympischen Komitees gewählt und wurde Gründungspräsident der Vollversammlung des Nationalen Olympischen Komitees. Im Zusammenhang mit den Olympischen Spielen in Rom wurde das Trainingszentrum der Athleten für die Olympischen Spiele im Vorort Acqua Acetosa von ihm gegründet und nach seinem Tode nach ihm benannt. Onesti gründete auch die Italienische Olympische Akademie, in der er mit der UISP kooperierte. In Acqua Acetosa ist auch die Akademie mit der größten Sportbibliothek Italiens beheimatet. Aus Anlass des 30. Jubiläums fand 1996 die Veranstaltung 30 Tage für 30 Jahre statt, im Rahmen deren u. a. der Gründungskongress der Europäischen Sporthistoriker stattfand.

## Ehrungen
- Olympic Cup
- Italienische Olympische Akademie trägt den Namen Onesti
- Das Trainingszentrum in Acqua Acetosa trägt seinen Namen
- Die Sport und Kultur-Stiftung des CONI trägt seinen Namen
- Flambeau d’or (Panathlon)